# L'ombra di un alibi
L'ombra di un alibi (titolo originale The Telephone Call, titolo per gli Stati Uniti Shadow of an Alibi) è un romanzo dello scrittore britannico John Rhode del 1948, di genere giallo/poliziesco. In Italia è stato pubblicato per la prima volta nel 1998, nella collana I Classici del Giallo Mondadori, con il numero 830. 

## Trama
La moglie di un facoltoso agente commerciale viene assassinata mentre l'uomo è apparentemente fuori casa. L'alibi dell'uomo al momento dell'omicidio della compagna vacilla da subito. L'appuntamento a cui l'uomo dice di essere stato al momento dell'assassinio, infatti, risulta essere una menzogna in quanto la persona con cui doveva incontrarsi non esiste.
Al criminologo Lancelot Priestley il compito di far luce sulla vicenda.

## Personaggi
- Lancelot Priestley : criminologo e scienziato
- William Ridgewell : agente di commercio
- Julia Ridgewell : moglie di William
- Fred Pickering: cugino di Julia
- Christopher Trentham e Joan Trentham: vicini di casa dei Ridgewell
- Richard Drypool: uomo d'affari
- Kenworth: sergente della polizia di Minchington
- James Waghorn: sovrintendente di Scotland Yard

## Edizioni
- John Rhode, L'ombra di un alibi, traduzione di Mauro Boncompagni, I Classici del Giallo Mondadori n. 830, Arnoldo Mondadori Editore, 1948,  p. 268.